# La Femme apache
Pour plus de détails, voir Fiche technique et Distribution.
La Femme apache (Apache Woman) est un film américain réalisé par Roger Corman, sorti en 1955.

## Synopsis
Une serie de meurtres est imputée aux indiens d'une réserve voisine. Un spécialiste des affaires indiennes, Rex Moffet, est envoyé par le gouvernement fédéral pour résoudre pacifiquement ce conflit. Très vite, il soupçonne certains fermiers de la région de déguiser leurs crimes pour faire chasser les indiens.

## Fiche technique
- Titre original : Apache Woman
- Titre français : La Femme apache
- Réalisation : Roger Corman
- Scénario : Lou Rusoff
- Photographie : Floyd Crosby
- Musique : Ronald Stein
- Montage : Ronald Sinclair
- Pays d'origine : États-Unis
- Genre : western
- Date de sortie : 1955

## Distribution
- Lloyd Bridges : Rex Moffett
- Joan Taylor : Anne LeBeau
- Lance Fuller : Armand LeBeau
- Morgan Jones : Macy
- Paul Birch : Sheriff
- Jonathan Haze : Tom Chandler
- Dick Miller : Ed
- Chester Conklin : Dick Mooney